# Hipólito Vieytes (Buenos Aires)
Hipólito Vieytes es una localidad perteneciente al partido de Magdalena, en la provincia de Buenos Aires, en la República Argentina.

## Historia
El Partido de Magdalena recibió sus límites por ley del 24 de febrero de 1865, tomándosele en dicha fecha tierras para la formación del Partido de Rivadavia, del cual quedaron las tierras en que años más tarde se formaría el pueblo de Vieytes. El Partido de Rivadavia fue disuelto en el año 1890, pasando sus tierras al distrito de Magdalena, al que habían pertenecido desde la época colonial. Este Partido nunca tuvo autoridades.
Las tierras en las que se establecería la estación Vieytes y más tarde el núcleo poblacional, eran de propiedad de don Mariano D. Ocampo, quien la obtuvo en dos fracciones. La primera comprada a Don Gregorio Molina el 19 de abril de 1875. La otra fue adjudicada a Don Mariano Ocampo en el testamento de su señora madre, Doña Dominga Biron de Ocampo, el 16 de noviembre de 1877.
Una vez proyectado el ramal del Ferrocarril del Sud, en el tramo comprendido entre las estaciones J.Arditi – Álvarez Jonte se procedió a la compra de las tierras necesarias para el establecimiento de las estaciones y vías.
El 14 de mayo de 1889, Don Mariano Ocampos, vendió y donó para la vía del ferrocarril de Costa Sud 192.000 m². La sección J. Arditi- Álvarez Jonte fue librada al servicio ferroviario el 23 de diciembre de 1892, siendo esta la fecha en que también entró en servicio la estación Vieytes. Tomada como fecha fundacional.
En el año 1906 no existía en los alrededores de la estación ningún asentamiento poblacional.
La testamentería de Don Mariano Ocampos es adquirida por la Sra. Sara Francisca Acevedo Ramos, quien produce el primer fraccionamiento de las tierras en los alrededores de la estación. Las primeras ventas se producen en el año 1914 y siguieron durante nueve años.

## Geografía

### Población
Cuenta con 287 habitantes (Indec, 2010), lo que representa un descenso del 3% frente a los 295 habitantes (Indec, 2001) del censo anterior.
| Gráfica de evolución demográfica de Vieytes entre 1991 y 2010 |
|                                                               |
| Fuente: Censos nacionales del INDEC                           |

### Sismicidad
La región responde a las subfallas «del río Paraná», y «del río de la Plata», y a la falla de «Punta del Este», con sismicidad baja; y su última expresión se produjo el 5 de junio de 1888 (137 años), a las 3.20 UTC-3, con una magnitud aproximadamente de 5,0 en la escala de Richter (terremoto del Río de la Plata de 1888).
Turismo:
Cuenta con un establecimiento gastronómico muy reconocido llamado Pueblo Viejo, donde se pueden degustar picadas campestres y un asado criollo exquisito.
La Defensa Civil municipal debe advertir sobre escuchar y obedecer acerca de 
Área de
- Tormentas severas, poco periódicas, con Alerta Meteorológico
- Baja sismicidad, con silencio sísmico de 137 años

##### Tornado
El 17 de marzo de 2018, cerca de las 21 hs, se produjo un desastre natural en la localidad, Fuertes ráfagas de viento sacudieron la población provocando destrucción total o parcial en casas y establecimientos públicos y privados, además de ocasionar la muerte de distintos animales. Oficialmente se comunicó que Vieytes había sufrido  incluso, el paso de dos tornados a la vez. El fenómeno duró pocos minutos pero las secuelas, según cuentan los pobladores, aun persiste. Para graficar esto, existe un documental realizado por la Escuela Secundaria 3 de Vieytes, titulado 17M y que se puede encontrar en YouTube bajo el nombre: Documental17 M...